# Tim Sarkes
Tim Sarkes es un productor de cine y televisión estadounidense, conocido por su producción en Run Ronnie Run! y Mind of Mencia.

## Producción
- Mr. Show with Bob and David: Fantastic Newness (1996) (coproductor)[1]
- Mr. Show with Bob y David (coproductor) (10 episodios, 1995–1996)
- Mr. Show and the Incredible, Fantastical News Report (1998) (coproductor ejecutivo)
- David Cross: The Pride Is Back (1999) (productor ejecutivo)
- Corre por tu vida, Ronnie (2002) (productor ejecutivo)
- Derek & Simon: A Bee and a Cigarette (2006) (productor ejecutivo)
- The Pity Card (2006) (productor ejecutivo)
- Steven Wright: When the Leaves Blow Away (2006) (productor ejecutivo)

## Filmografía
- Loomis (2001)[2]